# 매리너 9호

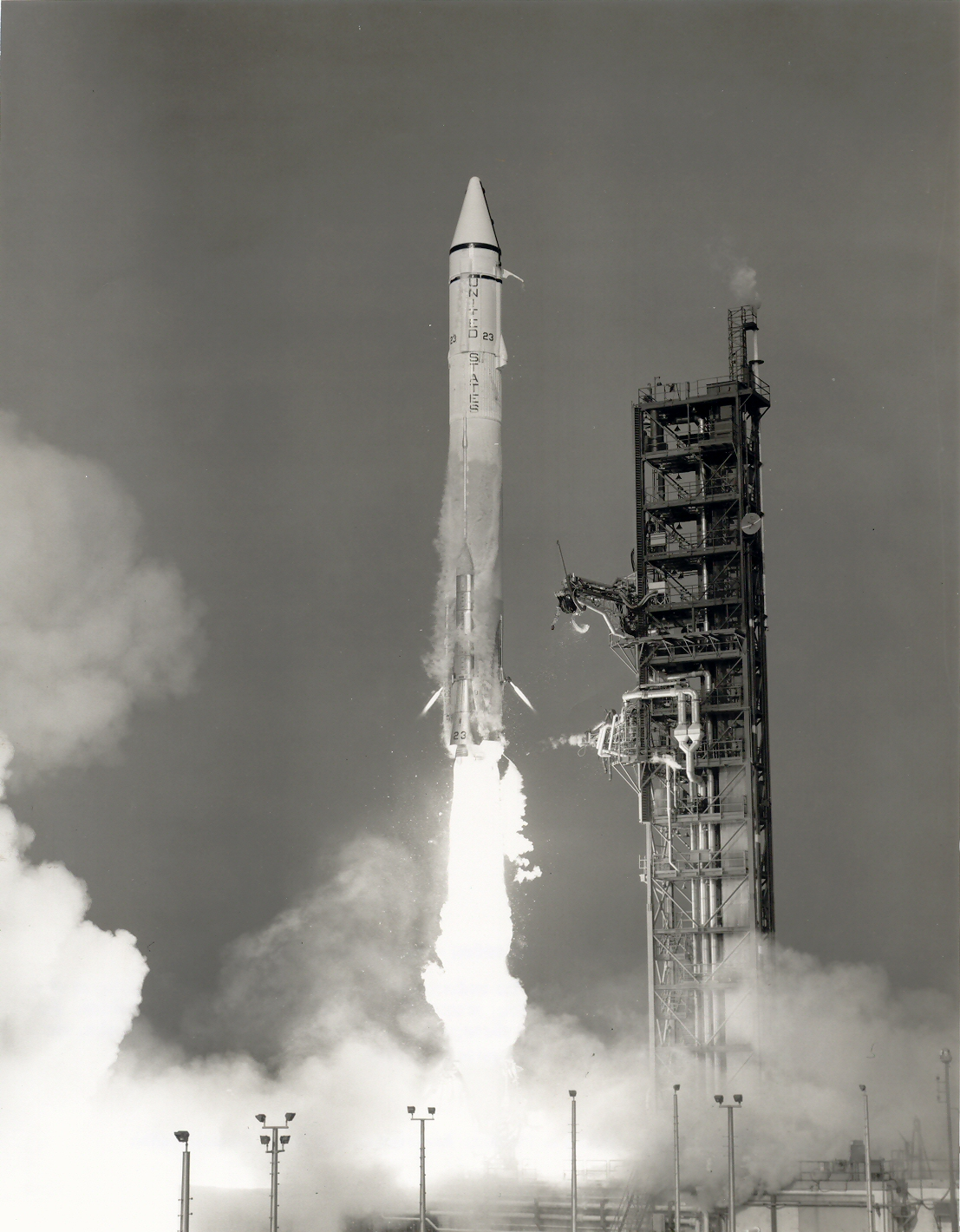
매리너 9호의 발사

매리너 9호(Mariner 9)는 1971년 5월 30일 22:23:00 UTC에 아틀라스 로켓에 의해 발사된 미국의 화성 탐사선이다. 매리너 계획의 일부이다.
고도 1500 km까지 접근하여 화성 표면의 70%를 촬영했다. 최고 해상도는 화소당 1km에서 100m였다.
화산 활동 여부를 확인하기 위해서 적외선 라디오미터기(IRR)를 탑재하였다.

## 목적
매리너 9호는, 매리너 6호와 7호로부터 시작한 화성 대기의 조사를 계속해, 그때까지의 화성 임무와 비교해서 최저 고도(1,500 km)에서, 게다가 최고의 해상도(픽셀 당 1 km에서 100 m)로, 화성 전체 면적의 70% 이상의 지형도를 작성하기 위해서 설계되었다. 화산 활동의 증거인 열원을 찾아내기 위한 적외선 방사계도 탑재하고 있었다. 또, 화성의 2개의 위성을 분석할 수 있도록 설계되어 있었다. 매리너 9호는 이러한 목적들을 충분히 달성했다.

## 성과
매리너 9호는 처음으로 다른 행성 궤도에 오른 우주 탐사선이다. 매리너 6호와 7호를 닮은 기기를 탑재하고 있었지만, 화성 궤도상에서 탐사선을 제어하려면 보다 큰 추진 시스템이 필요했기 때문에, 매리너 6호와 7호를 합한 이상의 중량이 있었다. 매리너 9호가 화성에 도착했을 때, 화성의 대기권은 먼지가 많았고, 표면의 상태는 불분명했다. 이 예상 외의 상황에 의해 행성을 조사하려면 접근 통과보다 궤도선의 형태가 더 바람직한 것이 증명되었다. 그 때문에 지구에서 매리너 9호의 컴퓨터에 먼지가 안정될 때까지 표면 촬영 기간을 2개월 늘리도록 프로그램했다. 화성 궤도상에서 머문 지 349일이 경과한 후, 매리너 9호는 7,329 장의 사진을 전송했는데, 그것들에는 화성 표면의 약 80% 가 촬영되었다. 사진에서 강바닥, 충돌구, 거대한 휴화산(예를 들어 태양계 최대의 화산인 올림푸스 산), 협곡(길이 4,000 km 이상인 매리너리스 협곡 등), 바람과 물에 의한 침식, 퇴적, 안개 등의 증거가 밝혀졌다. 화성의 위성들인 포보스와 데이모스도 촬영되었다. 매리너 9호의 조사 결과는, 후의 바이킹 계획의 기초가 되었다. 거대한 매리너 협곡은, 매리너 9호의 성과를 기념해 이름이 붙여졌다.
고도 제어 가스의 공급이 감소되었기 때문에, 매리너 9호는 1972년 10월 27일에 운용을 정지했다.

## 현재 상황
매리너 9호는 아직 화성 궤도상에 있는데, 적어도 2022년까지는 화성 궤도상에 있을 것이고, 그 후에 고도가 점점 낮아지면서 화성 대기권에 돌입할 것으로 추정되고 있다.

## 탑재 장비
1. Ultraviolet Spectrometer (UVS)
2. Infrared Interferometer Spectrometer (IRIS)
3. Celestial Mechanics
4. S-Band Occultation
5. Infrared Radiometer (IRR)
6. Television Photography

## 같이 보기
- 매리너 계획
- 매리너 4호